# Вольвач Іван Мойсейович
Вольвач Іван Мойсейович (нар. 23 вересня 1901, Черемушна, Валківський повіт, Харківська губернія — †11 грудня 1945) — підполковник РСЧА, підполковник ВС КОНР.

## Життєпис
Народився у селянській родині. Українець.
У грудні 1921 зарахований курсантом в 6-у Чугуївської піхотну школу УВО, потім 6 травня 1924 — курсантом в 6-у Харківську піхотну школу УВО і 8 серпня 1925 — курсантом в 5-у Київську піхотну школу УВО. Після закінчення направлений в 67-й стрілецький полк 23-й стрілецької дивізії.
На 1936 — капітан. З 15 серпня 1938 — викладач тактики в Одеському піхотному училищі. Незабаром звільнений з РСЧА і заарештований органами НКВС за зв'язок з «ворогами народу». На початку 1939 звільнений і реабілітований.
З лютого 1939 — викладач тактики в Бакинському піхотному училищі ЗакВО.
На виконання наказу НКО СРСР № 04976 від 16 грудня 1939 зайняв посаду помічника командира училищного батальйону з тактики.
З жовтня 1941 — начальник відділу бойової підготовки штабу 47-ї армії. У серпні 1942 потрапив у полон.
Утримувався в різних таборах військовополонених. У жовтні 1944 р виявив бажання вступити в РОА і прибув в Дабендорфську школу РОА.
Після закінчення навчання в грудні зарахований до офіцерський резерв штабу ЗС КОНР. Намагався зайняти будь-яку командну посаду в ЗС КОНР, з цієї причини відряджений генерал-майором Ф. І. Трухіним в розпорядження командувача Східними військами генерала від кавалерії Е. А. Кестрінга.
У березні 1945 р зі штабу Кестрінг прибув до Марієїбада у розпорядження начальника штабу ВПС КОНР полковника ЗС КОНР А. Ф. Ванюшина. 30 квітня разом з усіма чинами ВВС здався представникам 12-го корпусу 3-ї американської армії в Лангдорфі. Утримувався у таборі Регенсбург.
Влітку насильно виданий в радянську окупаційну зону, 11 грудня 1945 розстріляний.